# SuperDévoluy
Koordinaten: 44° 40′ 40″ N, 5° 55′ 36″ O
SuperDévoluy ist ein Wintersportort in den französischen Alpen im Dévoluy-Massiv. Er liegt im Département Hautes-Alpes in der Gemeinde Dévoluy auf einer Höhe von rund 1500 Metern.

## Auffahrt

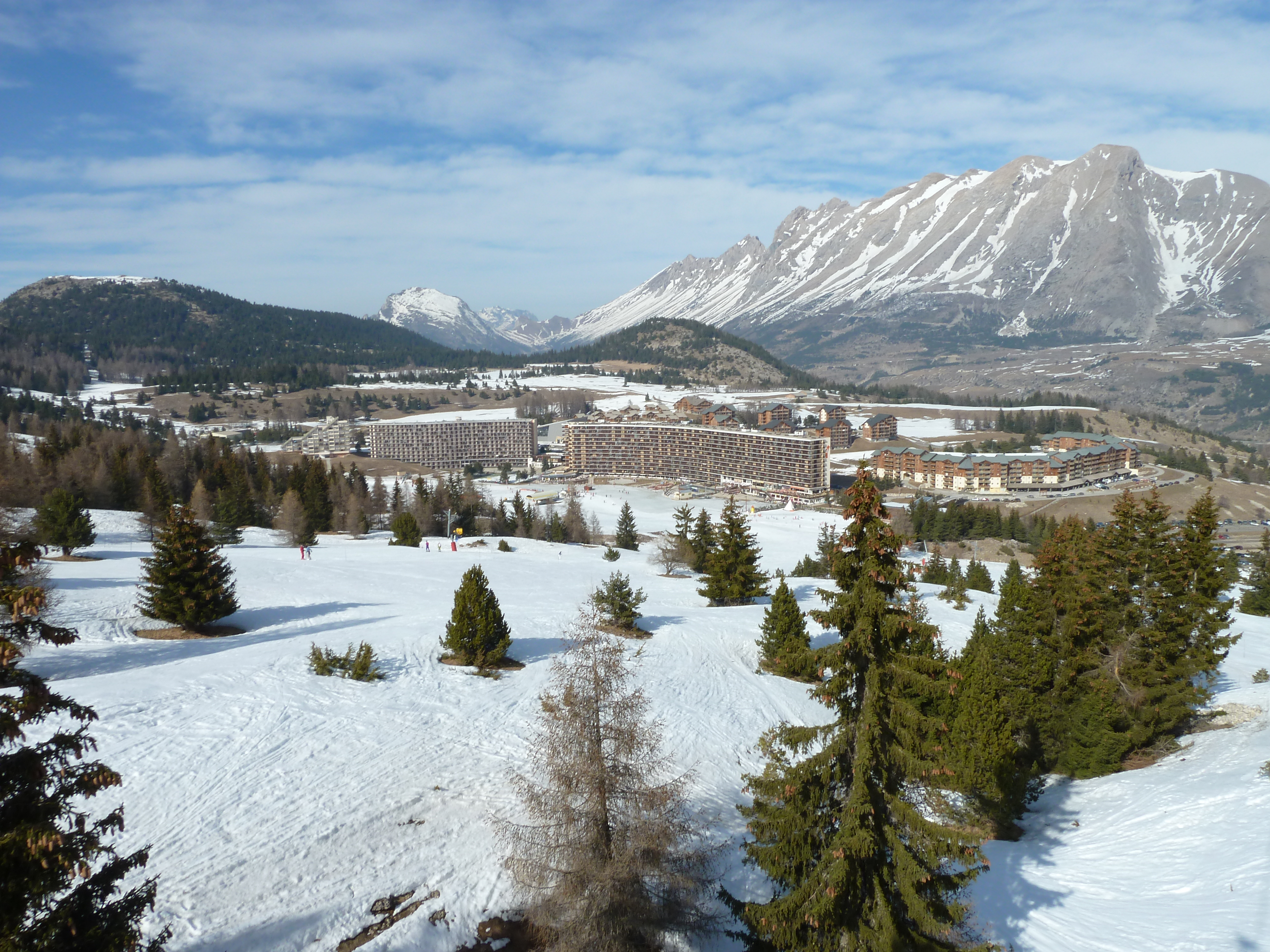
Blick auf SuperDévoluy

Mit der D17B führt eine gut ausgebaute Straße von Le Pré nach SuperDévoluy. Diese weist auf einer Länge von 3,5 Kilometern eine durchschnittliche Steigung von rund 6 % auf. Auf den ersten 1800 Metern werden die höchsten Steigungsprozente von bis zu 10 % erreicht, ehe die Straße bei rund 5 % zum Skiort führt. Die D17B beinhaltet im unteren Teil drei Kehren, ehe sie auf geradem Weg bergauf führt.

## Wintersport

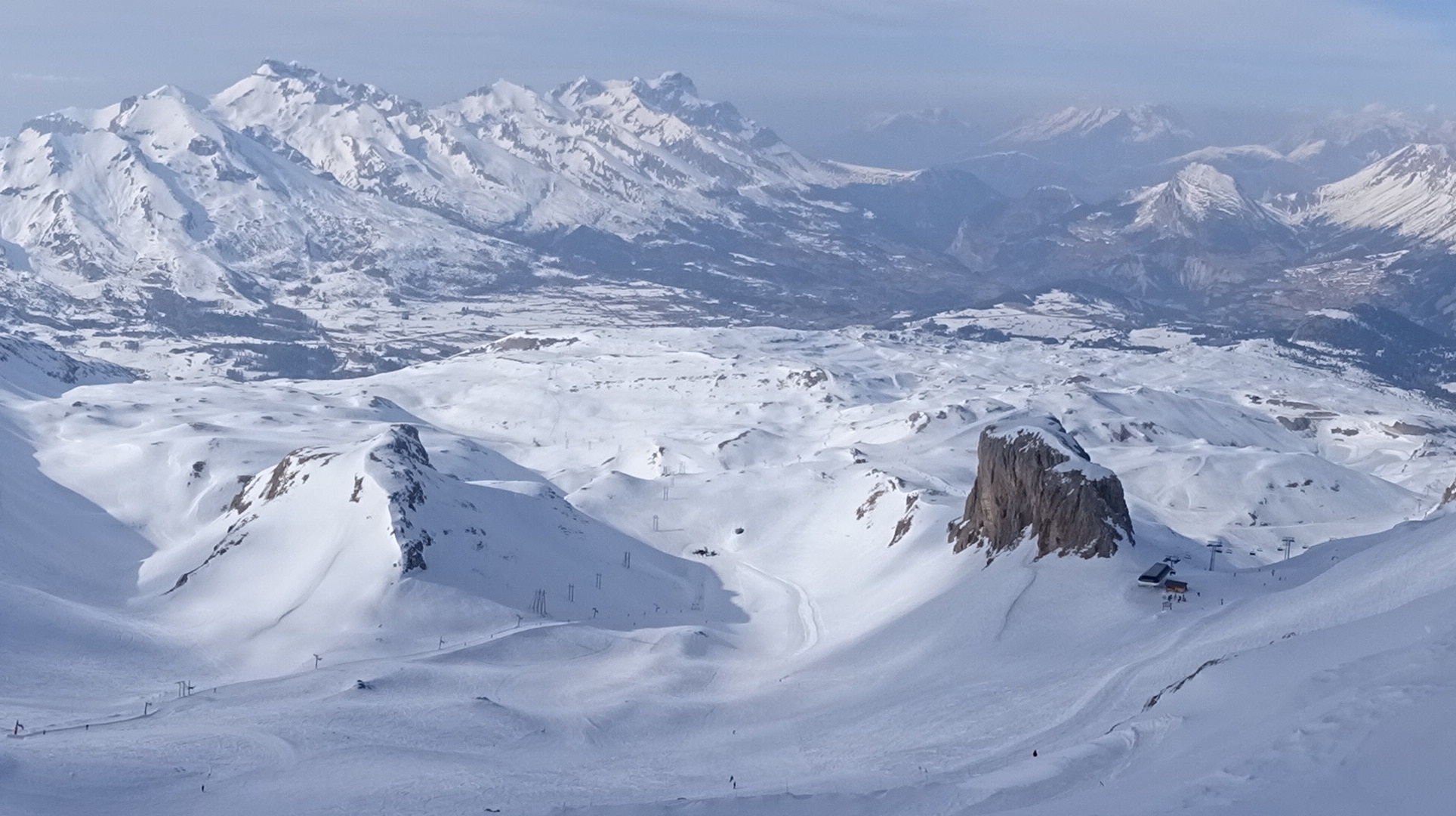
Blick auf das Skigebiet

SuperDévoluy ist seit dem Jahr 1966 ein Teil des Skigebiets von Dévoluy. Von dem Wintersportort führen zwei Skilifte auf die Nordhänge des Pic Ponsin.

## Radsport
In den Jahren 2013 und 2016 diente SuperDévoluy als Zielort des Critérium du Dauphiné. Beide Male führte die Strecke zuvor über den Col du Noyer. Als Etappensieger gingen damals Samuel Sánchez bzw. Steve Cummings hervor.
Im Jahr 2024 ging erstmals eine Etappe der Tour de France in SuperDévoluy zu Ende. Der Skiort diente als Zielort der 17. Etappe, die in Saint-Paul-Trois-Châteaux gestartet wurde und über den Col Bayard und Col du Noyer auf eine Höhe von 1502 Metern führte. Der Schlussanstieg wurde 3,8 Kilometer lang und wies eine durchschnittliche Steigung von 5,9 % auf. Er galt als Bergwertung der 3. Kategorie. Während Richard Carapaz die Etappe als Solist gewann, griff Remco Evenepoel an und konnte ein paar Sekunden auf Tadej Pogačar und Jonas Vingegaard gutmachen. Die drei belegten schlussendlich die Podiumsplätze der Gesamtwertung.
| Jahr | Etappe     | Bergwertung  | Fahrer          |
| ---- | ---------- | ------------ | --------------- |
| 2024 | 17. Etappe | 3. Kategorie | Richard Carapaz |

Bereits im Jahr 2001 ging die Grande Boucle Féminine, die als Vorläufer der Tour de France Femmes gilt, mit einer Bergankunft in SuperDévoluy zu Ende. Den Sieg sicherte sich die Schwedin Susanne Ljungskog.